# Daniel Chee Tsui
Daniel Chee Tsui (Henan, 28 de fevereiro de 1939) é um físico norte-americano de ascendência chinesa.
As áreas de pesquisa de Tsui incluem propriedades elétricas de filmes finos e microestruturas de semicondutores e física do estado sólido.

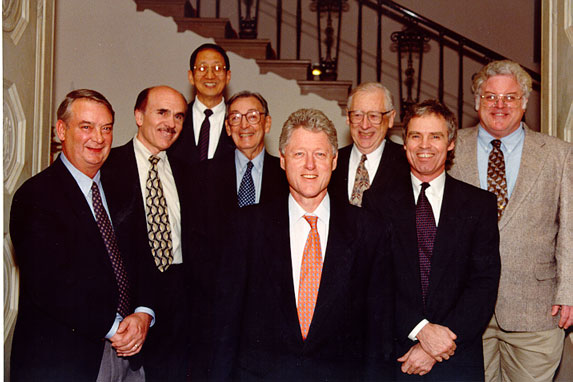
Bill Clinton em encontro com os laureados com o Nobel de 1998. Tsui é o terceiro a partir da esquerda

Tsui dividiu o Prêmio Nobel de Física de 1998 com Robert B. Laughlin e Horst L. Störmer "pela descoberta de uma nova forma de fluido quântico com excitações fracionadas".